# Østerås Station
Østerås Station (Østerås stasjon) er en metrostation, der er endestation for Røabanen på T-banen i Oslo. Station blev åbnet 16. november 1972.